# Georges Maximilianovitch de Leuchtenberg
Ne doit pas être confondu avec Georges Nikolaïevitch de Leuchtenberg.
Georges Maximilianovitch de Leuchtenberg (en russe : Георгий Лейхтенбергский), duc de Leuchtenberg et prince Romanovsky, est né le 17 février 1852 à Saint-Pétersbourg, en Russie, et décédé le 3 mai 1912 à Paris. Chef de la maison de Beauharnais-Leuchtenberg de 1901 à sa mort, c'est un général de l'armée impériale russe qui s’est distingué lors de la conquête de l’Asie centrale.

## Famille
Le prince Georges est, officiellement, le dernier fils du duc Maximilien de Leuchtenberg (1817-1852) et de son épouse la grande-duchesse Marie Nikolaïevna de Russie (1819-1876). De nombreux historiens présentent toutefois Georges comme le fils illégitime du comte Grigori Stroganov (1824-1878), amant puis deuxième époux de la grande-duchesse Marie.
Par Maximilien de Leuchtenberg, Georges est le petit-fils du prince Eugène de Beauharnais (1781-1824) et de la princesse Augusta-Amélie de Bavière (1788-1851) tandis que, par Marie de Russie, il descend du tsar Nicolas Ier de Russie (1796-1855) et de la princesse Charlotte de Prusse (1798-1860).
Le 12 mai 1879, il épouse, à Stuttgart, la princesse Thérèse d’Oldenbourg (1852-1883), fille du prince Pierre d’Oldenbourg (1812-1881) et de son épouse la princesse Thérèse de Nassau-Weilbourg (1815-1871). De ce mariage naît un fils :
- Alexandre de Leuchtenberg (1881-1942), duc de Leuchtenberg et prince Romanovsky, qui épouse morganatiquement, en 1917, Nadejda Nikolaïevna Caralli (1883-1964).

Devenu veuf, le prince Georges se remarie, le 16 avril 1889, à la princesse Anastasia de Monténégro (1867-1935), fille du roi Nicolas Ier de Monténégro (1841-1921) et de son épouse Milena Vukotitch (1847-1923). De cette seconde union, qui se termine par un divorce en 1906, naissent deux enfants :
- Serge de Leuchtenberg (1890-1974), duc de Leuchtenberg et prince Romanovsky ;
- Hélène de Leuchtenberg (1892-1971), princesse de Leuchtenberg et princesse Romanovsky. Elle épouse le comte  polonais Stefan Tyszkiewicz (en) (1894-1976).

## Biographie

### Un enfant illégitime?
Né en 1852, le prince Georges n'est certainement pas le fils biologique du duc Maximilien de Leuchtenberg. Au moment de sa conception, ses parents sont en effet en froid et la grande-duchesse Marie Nikolaïevna de Russie entretient, depuis 1845, une liaison avec le comte Grigori Stroganov, avec lequel elle finit par se remarier. Quoi qu'il en soit, Maximilien meurt quelques mois après la venue au monde de Georges, qui ne connaît jamais l'homme qui l'a reconnu comme son fils.

### Un militaire de carrière
Enfant peu brillant, Georges grandit dans l'ombre de ses aînés, au palais Marie, à Saint-Pétersbourg. Comme tous les membres de son milieu, il est voué, dès sa naissance, à la carrière militaire. Âgé d'un mois, il est ainsi décoré par son grand-père, le tsar Nicolas Ier, de l’ordre de Saint-André et inscrit dans le prestigieux régiment Préobrajensky (29 mars 1852)[réf. nécessaire].
En grandissant, Georges devient adjudant de l'empereur. Il participe ensuite aux campagnes russes qui aboutissent à la conquête de l’Asie centrale. Avec son frère Eugène, il s’illustre ainsi durant la prise de Khiva, en 1873, ce qui lui vaut de recevoir du tsar Alexandre II de Russie la croix de Saint-Georges[réf. nécessaire].
Georges sert ensuite dans la garde impériale et est promu au grade d’adjudant-général en 1910[réf. nécessaire].

### Deux unions dynastiques

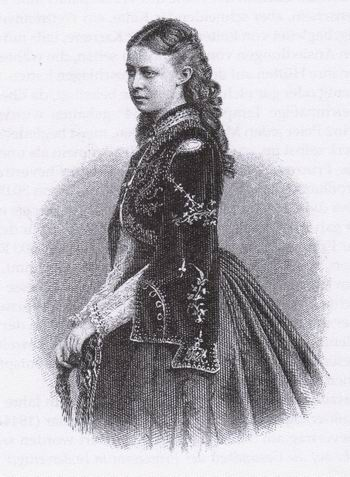
La princesse Thérèse d’Oldenbourg, première épouse du prince Georges.

À la mort de sa mère, en 1876, le prince Georges hérite du domaine de Serguievka mais il réside surtout à Saint-Pétersbourg, dans son palais de la rue Serguievka.
En 1879, il épouse, à Stuttgart, la princesse Thérèse d’Oldenbourg et devient ainsi le seul fils de la grande-duchesse Marie Nikolaïevna à conclure une union dynastique. Pourtant, le mariage est conclu sans l'autorisation du tsar. De fait, Georges et Thérèse sont respectivement le frère et la sœur d'Eugénie de Leuchtenberg et de son époux Alexandre d'Oldenbourg. Pour l'Église orthodoxe russe, ils sont donc trop étroitement apparentés pour pouvoir se marier.
Thérèse meurt de la tuberculose en 1883 et Georges se remarie, en 1889, à la princesse Anastasia de Monténégro. Mais cette union est malheureuse et le prince passe l’essentiel de son temps loin de sa seconde épouse, à Paris. Au grand soulagement de Georges, le couple finit par divorcer en 1906.
Georges de Leuchtenberg s'éteint en 1912. Il est enterré dans le mausolée grand-ducal de Saint-Pétersbourg.

## Dans la culture
Le prince Georges apparaît dans La Nuit blanche de Saint-Pétersbourg (2000), roman historique du prince Michel de Grèce.